# Neohouzeaua puberula
Neohouzeaua puberula là một loài thực vật có hoa trong họ Hòa thảo. Loài này được (McClure) T.H.Wen mô tả khoa học đầu tiên năm 1991.